# Caroline Quentin
Caroline Quentin (née Caroline Jones le 11 juillet 1960) est une actrice britannique . Quentin est devenu connue pour ses apparitions à la télévision : Dorothy dans Men Behaving Badly (1992-1998), Maddie Magellan dans Jonathan Creek (1997-2000), et Janine Lewis dans Blue Murder (2003-2009). Elle a également participé à la version britannique de l'émission d'improvisation Whose Line Is It Anyway?.

## Filmographie

### Séries télévisées
- 2022 : The Lazarus Project : Elisabeth 'Wes' Wesley, chef d'équipe du projet Lazarus.